# 1994년 뉴욕 영화 비평가 협회상
제60회 뉴욕 영화 비평가 협회상은 1994년 영화를 대상으로 하는 시상식이다.

## 수상 및 후보

### 작품상
- 퀴즈 쇼

### 감독상
- 펄프 픽션 - 쿠엔틴 타란티노 수상

### 각본상
- 펄프 픽션 - 쿠엔틴 타란티노 수상
- 펄프 픽션 - 로저 아바리 수상

### 여우주연상
- 라스트 시덕션 - 린다 피오렌티노 수상

### 남우주연상
- 노스바스의 추억 - 폴 뉴먼 수상

### 여우조연상
- 브로드웨이를 쏴라 - 다이앤 위스트 수상

### 남우조연상
- 에드 우드 - 마틴 랜도 수상

### 촬영상
- 에드 우드 - 스테판 크자프스키 수상

### 외국영화상
- 세가지 색 제3편 - 레드/박애

### 신인감독상
- 이대로가 좋다 - 다넬 마틴 수상

### 특별상
- 장 뤽 고다르 수상